# پاول کوبینا
پاول کوبینا (انگلیسی: Pavel Kubina؛ زادهٔ ۱۵ آوریل ۱۹۷۷) بازیکن هاکی روی یخ اهل جمهوری چک است.
وی همچنین برندهٔ جوایزی همچون جام استنلی شده‌است.
از باشگاه‌هایی که در آن بازی کرده‌است می‌توان به تمپا بی لایتنینگ و فیلادلفیا فلایرز اشاره کرد.